# 姚彦章
姚彦章（9世纪—939年5月25日），字继徽，晚唐军阀、五代十国马楚开国者马殷部下大将。

## 唐朝年间
姚彦章生年不详，汝南人。少年时沉勇倜傥，有智略武略。乾符年间，黄巢起事，姚彦章家乡的奉国军节度使秦宗权招募豪俊，姚彦章与马殷等便加入其麾下。姚彦章善用铁槊，其铁槊重百余斤，上马时舞得疾如旋风，观者都认为他是壮士。后来秦宗权称帝，派孙儒南渡淮河，姚彦章在孙儒军中，助其攻占广陵。后杨行密于宣城败杀孙儒，姚彦章和马殷都追随孙儒别将刘建锋向西南行进，最终占领武安军，刘建锋成为其节度使。姚彦章领听直军，最受亲信。
乾宁三年（896年）四月，刘建锋因与长直兵陈赡妻私通，被陈赡所杀。诸将杀陈赡，迎行军司马张佶为留后。张佶正要入府接受推戴时，他的马突然对他又踢又咬，伤其左髀。他自认为这是恶兆，转而推荐马殷为留后。当时马殷为都指挥使，奉刘建锋先前所命，正在攻打先前反叛刘建锋的将领蒋勋和邓继崇占据的邵州。张佶与姚彦章商议迎马殷，于是派姚彦章率所部去邵州以牒文召归马殷。马殷起初犹豫，姚彦章劝他受任：“公和刘龙骧、张司马是一体，现在龙骧遇祸，司马伤髀，天命和人望都在公这里，舍公其谁？”马殷便留下亲从都副指挥使李琼继续攻打邵州，命姚彦章率众先回，自己也回到武安军部潭州，接手军镇。张佶复为行军司马，代马殷主攻邵州事，并于次年克邵州，擒蒋勋。
姚彦章以功迁长直都指挥使。光化元年（898年）五月，因姚彦章推荐，马殷发起战事，意图占领衡州、永州、道州、连州、郴州。姚彦章还推荐李琼为岭北七州游奕使主此事，马殷同意。马殷军随后占领这五州并将它们置于马殷控制之下。马殷后又任姚彦章为静江军行军司马、监军府事，迁检校工部尚书、横州刺史。

## 楚国年间
唐朝灭亡后，马殷成为自己领地楚国的实际统治者楚王，名义为取代了唐朝的后梁的封臣。控制岭南地区的清海军节度使刘隐曾派弟弟刘岩试图分别占领容州、高州。但刘岩被宁远节度使庞巨昭和高州防御使刘昌鲁所退。但刘昌鲁自认为终究不能抵挡刘隐再次进攻，于开平四年（910年）写信给马殷，以州归附。庞巨昭也遣小吏间道纳款于马殷。十二月，马殷派时任澧州刺史的姚彦章与捉生指挥使张可求领马步军八千人去迎接庞巨昭、刘昌鲁等三千余口到楚地。当姚彦章行经容州时，庞巨昭裨将容南指挥使莫彦昭试图说服庞巨昭伏击之，庞巨昭拒绝，并杀了莫彦昭，也以军镇归附马殷。马殷以姚彦章权知容州事，姚彦章到高州，遣士兵护送庞巨昭、刘昌鲁及其家族、士卒千人到楚都城长沙。
乾化元年（911年）十二月，在马殷请求下，后梁帝朱晃任姚彦章为宁远军节度副使，权知容州。当时刘隐已死，刘岩继立。当月，刘岩反攻容州。马殷派都指挥使许德勋以桂州兵援助姚彦章，但姚彦章不能守，带着容州的百姓和府库回到长沙，使得刘岩接手了容州和高州。
乾化三年（913年）八月，姚彦章指挥楚水军攻打楚国东北邻国吴国治下的鄂州。吴派池州团练使吕师造为水陆行营应援使。但吕师造尚未到鄂州，姚彦章即撤军。
龙德元年（921年），楚国遭受辰溆蛮攻击。十二月，姚彦章率军相抗，将其击败。
后梁灭亡后，马殷又成为其后继者后唐的封臣。同光二年（924年）九月，马殷弟马存被任为遥领宁远节度使，可见姚彦章已不在任。天成二年（927年）八月，后唐皇帝李嗣源加马殷为楚国王。马殷因而建立了一套参照帝国政府的政府结构。他以姚彦章为左丞相，许德勋为右丞相。长兴二年（931年）闰五月，由衡州刺史迁昭顺军节度使（时属吴，遥领）。四年（933年）十月，以昭顺军节度使兼武安军副使为检校太尉、同平章事。清泰二年（935年）二月，加兼侍中，后晋天福四年五月初四·乙巳（939年5月25日），去世于昭顺军节度使任上。

## 评价
- 《十国春秋》论曰：彦章具述天人，指画进退，赞襄之力居多。